# IB Berufliche Schulen Ulm
Die IB Beruflichen Schulen Ulm sind berufsbildende Schulen in Ulm und gehören zum Internationalen Bund (IB).

## Bildungsgänge
Die Fachhochschulreife wird im einjährigen Kaufmännischen Berufskolleg I/II und die Fachschulreife in der zweijährigen Kaufmännischen Berufsfachschule (Wirtschaftsschule) erreicht.
Der Abschluss als sozialpädagogische Assistenz (ehemals Kinderpflege) wird in der zweijährigen Berufsfachschule für sozialpädagogische Assistenz und einem einjährigen Berufspraktikum erworben. Im Rahmen des „Direkteinstiegs Kita“ (BFSAiD) kann der Abschluss als staatlich anerkannte sozialpädagogische Assistent*in erreicht werden.
Durch das ein- bis zweijährigen Duale Vorqualifizierungsjahr Arbeit und Beruf (VAB) kann der Hauptschulabschluss erworben werden.

## Pädagogisches Konzept
Die Schule ist Teil des Erasmus-Programms der Europäischen Union. Zusammen mit internationalen Partnerschulen aus Portugal, Litauen oder auch Finnland werden mit Exkursionen und Austauschprojekten neben Fachwissen auch interkulturelle und soziale Kompetenzen vermittelt.
Für alle Schularten wird Nachhilfeunterricht angeboten. Ein Sozialpädagoge steht allen Schülern zur Verfügung.
Das Pädagogische Konzept besteht aus vier Schwerpunkten:
- Lerncoaching: Der Klassenlehrer ist Lerncoach. Er verfolgt die Notenentwicklung der einzelnen Schüler und berät diese. Es werden mindestens zwei Lerncoachinggespräche mit den Schülern durchgeführt und dokumentiert. Der stellvertretende Klassenlehrer ist verantwortlich für das Tagebuch- und das Fehlzeitenmanagement sowie weitere verwaltungstechnische Abläufe

- Zusatzunterricht: Der Zusatzunterricht in Mathematik, Deutsch und Englisch wird als fester Bestandteil für alle Schüler im Stundenplan verankert.

- Berufsorientierung: Die Schüler werden bei der Ausbildungsplatzsuche sowie Vorbereitung für Studium und Beruf unterstützt. Das Bewerbungstraining ist fester Bestandteil des Stundenplanes. Kooperationen bestehen mit der IHK, der Handelskammer und  dem Arbeitsamt  . Alle Schüler führen einen Kompetenzcheck der IHK am Anfang des Schuljahres durch. Regelmäßig werden Experten zur Berufsorientierung eingeladen.

- Die  Soft-Skills-Module fördern die soziale Kompetenzen und Intelligenz. Sie sind fester Bestandteil des Stundenplanes im blockweisen Wechsel mit Berufsorientierung.